# Матануска (река)
Матануска (англ. Matanuska River) — река в США, на Аляске.
Название реки происходит из русского языка, от слова «Медновская».
Длина — 121 км. Истоки реки расположены на леднике Матануска в Чугачских горах. Протекает преимущественно в юго-западном направлении, впадая в рукав Ник-Арм Кенайского залива (залива Кука) примерно в 40 км к северо-востоку от Анкориджа. Питание в основном ледниковое. В нижнем течении к западу до реки Суситна расположена долина, одно из нескольких мест на Аляске, где развито сельское хозяйство.
Матануска популярна среди туристов-любителей рафтинга.